# Tóhoku
Tóhoku (japánul 東北地方, Tóhoku-csihó) Japán egyik földrajzi régiója, az ország legnagyobb szigete, Honsú északkeleti részén (Tóhoku jelentése japánul "északkelet"). Micsinoku néven is ismerik.
Hat prefektúrából áll: Akita, Aomori, Fukusima, Ivate, Jamagata, Mijagi.
Tóhoku a bennszülött ainu nép utolsó bástyája Honsún, sok csata színhelye, szép természeti környezettel, de kemény éghajlattal. A régióról a haikuköltő Macuo Basó Oku no hoszomicsi ("Keskeny út északra") című művében emlékezik meg.
Tóhoku, mint Japán jórésze, hegyes-dombos vidék. Észak-déli irányban az Óu-hegység szeli át. A történelmi időkben először a 7. század és a 9. század közt települt be, jóval azután, hogy a japán civilizáció és kultúra gyökeret vert Japán középső és délnyugati részeiben.
Tóhoku a szigetország hagyományos magtára, amely ellátta Szendai, Tokió és Jokohama piacait rizzsel és egyéb mezőgazdasági termékekkel, bár a régióban az 1960-as években fejlődésnek indult a vas-, acél-, cement-, papír- és vegyipar és az olajfinomítás is. Tóhoku Japán rizstermésének mintegy egyötödét teszi az asztalra, bár éghajlata zordabb, mint Honsú más részeié és csak egy aratást enged meg évente a rizsföldekről.

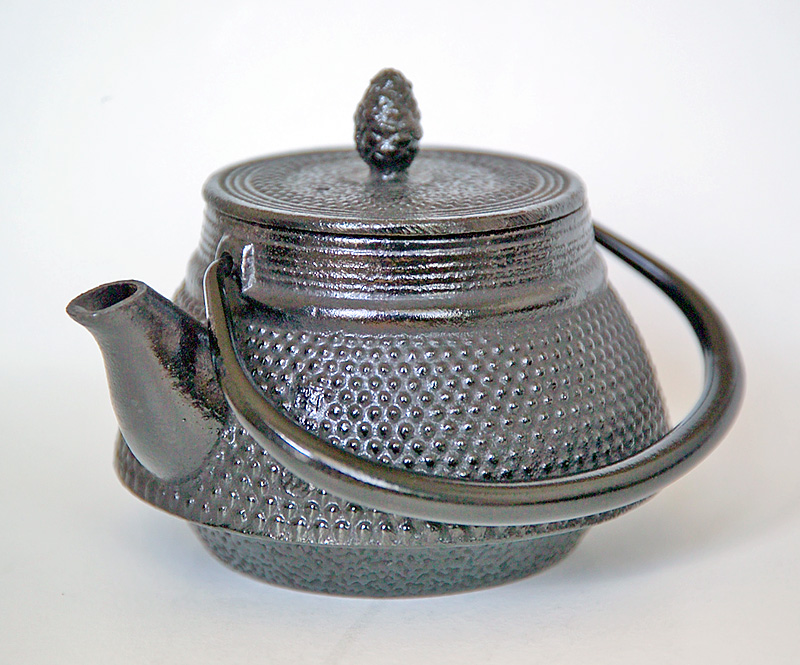
Ilyen öntöttvas teáskannákat tartanak kályháikon a tóhokubeliek a régió hosszú telei idején

A régió lakossága a völgyekben koncentrálódik. Tengerpartjai kevéssé alkalmasak a kikötők fejlesztésére, ezért a régióban nagy fontosságra tett szert a belföldi közúti és vasúti szállítás. A központi hegylánc alacsony pontjai megkönnyítik a közlekedést a lánc két oldalán lévő völgyek közt.
A tóhoku nyelvjárás ebben a régióban a legelterjedtebb.
A turizmus fontos iparrá vált a régióban. A turisták a következő helyeket látogatják szívesen:
- Hiroszaki
- A Macusima-öböl szigetei
- Tovada-tó(wd)
- Az Oirasze folyó(wd) völgye
- Tazava-tó(wd)
- Kakunodate
- A Rikucsú Tengerpart Nemzeti Park
- A Bandai-Aszahi Nemzeti Park(wd)
  - Bandai-hegy(wd)

- Szanriku tengerpart(wd)
- Morioka
- Hiraizumi(wd)
- Aizu
- Deva Három Hegye(wd)

1. ↑  http://www.stat.go.jp/data/kokusei/2010/kihon1/pdf/gaiyou2.pdf